# Giorgi Papoenasjvili
Giorgi Papoenasjvili (Georgisch: გიორგი პაპუნაშვილი; Tbilisi, 2 september 1995) is een Georgisch voetballer die doorgaans speelt als vleugelspeler. In augustus 2024 verruilde hij Kəpəz PFK voor Zirə FK. Papoenasjvili maakte in 2014 zijn debuut in het Georgisch voetbalelftal.

## Clubcarrière
Papoenasjvili speelde vanaf 2004 in de jeugdopleiding van Dinamo Tbilisi. In 2013 maakte de vleugelspeler zijn professionele debuut in het eerste elftal van de club. Op 30 november van dat jaar werd met 0–4 gewonnen op bezoek bij Spartaki Tschinvali en de Georgiër viel zeven minuten voor het einde van de wedstrijd in. Tijdens zijn tweede seizoen in de hoofdmacht kwam hij tot veertien competitietreffers en hierop huurde Werder Bremen hem voor één seizoen. Het gehele seizoen speelde Papoenasjvili in het tweede elftal van Werder. In de zomer van 2017 maakte de Georgiër voor circa driehonderdduizend euro de overstap naar Real Zaragoza, waar hij zijn handtekening zette onder een verbintenis voor de duur van vier seizoenen. In januari 2020 werd Papoenasjvili voor een half jaar verhuurd aan Racing Santander. Een jaar later mocht hij definitief vertrekken, waarop hij voor een jaar tekende bij Apollon Limasol. In januari 2022 verkaste hij transfervrij naar Torpedo Koetaisi, voor een half seizoen. Hierna tekende hij voor Radnički Niš, waar hij tot maart 2023 bleef. In die maand keerde hij bij FC Samtredia terug in Georgië, om in juli naar competitiegenoot FC Telavi te verkassen. Een kleine twee maanden later verkaste Papoenasjvili naar Azerbeidzjan, waar hij voor Kəpəz PFK ging spelen. In de zomer van 2024 verkaste hij naar competitiegenoot Zirə FK.

## Clubstatistieken
| Seizoen | Club               | Competitie       | Competitie | Competitie | Beker | Beker | Internationaal | Internationaal | Totaal | Totaal |
| Seizoen | Club               | Competitie       | Wed.       | Dlp.       | Wed.  | Dlp.  | Wed.           | Dlp.           | Wed.   | Dlp.   |
| ------- | ------------------ | ---------------- | ---------- | ---------- | ----- | ----- | -------------- | -------------- | ------ | ------ |
| 2013/14 | Dinamo Tbilisi     | Erovnuli Liga    | 15         | 3          | 3     | 0     | —              | —              | 18     | 3      |
| 2014/15 | Dinamo Tbilisi     | Erovnuli Liga    | 21         | 14         | 6     | 2     | 0              | 0              | 27     | 16     |
| 2015/16 | Dinamo Tbilisi     | Erovnuli Liga    | 0          | 0          | 0     | 0     | 2              | 1              | 2      | 1      |
| 2015/16 | → Werder Bremen II | 3. Liga          | 20         | 2          | —     | —     | —              | —              | 20     | 2      |
| 2016    | Dinamo Tbilisi     | Erovnuli Liga    | 12         | 3          | 1     | 0     | 6              | 0              | 19     | 3      |
| 2017    | Dinamo Tbilisi     | Erovnuli Liga    | 16         | 6          | 2     | 0     | —              | —              | 18     | 6      |
| 2017/18 | Real Zaragoza      | Segunda División | 28         | 7          | 3     | 1     | —              | —              | 31     | 8      |
| 2018/19 | Real Zaragoza      | Segunda División | 13         | 2          | 1     | 1     | —              | —              | 14     | 3      |
| 2019/20 | Real Zaragoza      | Segunda División | 11         | 0          | 2     | 2     | —              | —              | 13     | 2      |
| 2019/20 | → Racing Santander | Segunda División | 4          | 0          | 0     | 0     | —              | —              | 4      | 0      |
| 2020/21 | Real Zaragoza      | Segunda División | 3          | 0          | 0     | 0     | —              | —              | 3      | 0      |
| 2020/21 | Apollon Limasol    | A Divizion       | 8          | 0          | 0     | 0     | —              | —              | 8      | 0      |
| 2021/22 | Apollon Limasol    | A Divizion       | 1          | 0          | 0     | 0     | 1              | 0              | 2      | 0      |
| 2021/22 | Torpedo Koetaisi   | Erovnuli Liga    | 15         | 0          | 0     | 0     | —              | —              | 15     | 0      |
| 2022/23 | Radnički Niš       | Superliga        | 3          | 0          | 0     | 0     | —              | —              | 3      | 0      |
| 2022/23 | FC Samtredia       | Erovnuli Liga    | 15         | 0          | 0     | 0     | —              | —              | 15     | 0      |
| 2023/24 | FC Telavi          | Erovnuli Liga    | 1          | 0          | 2     | 0     | —              | —              | 3      | 0      |
| 2023/24 | Kəpəz PFK          | Premyer Liqası   | 19         | 5          | 2     | 0     | —              | —              | 21     | 5      |
| 2024/24 | Zirə FK            | Premyer Liqası   | 29         | 7          | 3     | 0     | 1              | 0              | 33     | 7      |
| Totaal  | Totaal             | Totaal           | 234        | 49         | 25    | 6     | 10             | 1              | 269    | 56     |

Bijgewerkt op 7 juli 2025.

## Interlandcarrière
Papoenasjvili maakte zijn debuut in het Georgisch voetbalelftal op 3 juni 2014, toen door een treffer van Habib Fardan met 1–0 verloren werd van de Verenigde Arabische Emiraten. De vleugelspeler mocht van bondscoach Temoeri Ketsbaia in de tweeënzeventigste minuut invallen voor Tornike Okriasjvili. In zijn zevende interland voor Georgië kwam Papoenasjvili voor het eerst tot scoren, tegen Litouwen. In dit duel viel hij na elf minuten in voor Jano Ananidze en vier minuten later opende hij de score, waarna Giorgi Kvilitaia, Valeri Kazaisjvili en Giorgi Tsjakvetadze de score opvoerden naar 4–0.
| Interlands van Giorgi Papoenasjvili voor Georgië | Interlands van Giorgi Papoenasjvili voor Georgië | Interlands van Giorgi Papoenasjvili voor Georgië | Interlands van Giorgi Papoenasjvili voor Georgië | Interlands van Giorgi Papoenasjvili voor Georgië | Interlands van Giorgi Papoenasjvili voor Georgië | Interlands van Giorgi Papoenasjvili voor Georgië |
| №                                                | Datum                                            | Wedstrijd                                        | Uitslag                                          | Competitie                                       | Goals                                            |                                                  |
| Als speler bij Dinamo Tbilisi                    | Als speler bij Dinamo Tbilisi                    | Als speler bij Dinamo Tbilisi                    | Als speler bij Dinamo Tbilisi                    | Als speler bij Dinamo Tbilisi                    | Als speler bij Dinamo Tbilisi                    | Als speler bij Dinamo Tbilisi                    |
| ------------------------------------------------ | ------------------------------------------------ | ------------------------------------------------ | ------------------------------------------------ | ------------------------------------------------ | ------------------------------------------------ | ------------------------------------------------ |
| 1                                                | 3 juni 2014                                      | Verenigde Arabische Emiraten – Georgië           | 1 – 0                                            | Vriendschappelijk                                |                                                  |                                                  |
| 2                                                | 14 oktober 2014                                  | Gibraltar – Georgië                              | 0 – 3                                            | EK 2016 kwalificatie                             |                                                  |                                                  |
| Als speler bij Werder Bremen                     |                                                  |                                                  |                                                  |                                                  |                                                  |                                                  |
| 3                                                | 7 september 2015                                 | Ierland – Georgië                                | 1 – 0                                            | EK 2016 kwalificatie                             |                                                  |                                                  |
| Als speler bij Dinamo Tbilisi                    |                                                  |                                                  |                                                  |                                                  |                                                  |                                                  |
| 4                                                | 23 januari 2017                                  | Oezbekistan – Georgië                            | 2 – 2                                            | Vriendschappelijk                                |                                                  |                                                  |
| Als speler bij Real Zaragoza                     |                                                  |                                                  |                                                  |                                                  |                                                  |                                                  |
| 5                                                | 10 november 2017                                 | Georgië – Cyprus                                 | 1 – 0                                            | Vriendschappelijk                                |                                                  |                                                  |
| 6                                                | 13 november 2017                                 | Georgië – Wit-Rusland                            | 2 – 2                                            | Vriendschappelijk                                |                                                  |                                                  |
| 7                                                | 24 maart 2018                                    | Georgië – Litouwen                               | 4 – 0                                            | Vriendschappelijk                                | 15'                                              |                                                  |
| 8                                                | 10 november 2017                                 | Georgië – Estland                                | 2 – 0                                            | Vriendschappelijk                                |                                                  |                                                  |
| 9                                                | 10 november 2017                                 | Georgië – Letland                                | 1 – 0                                            | Nations League 2018/19                           |                                                  |                                                  |
| 10                                               | 7 maart 2019                                     | Georgië – Gibraltar                              | 3 – 0                                            | EK 2020 kwalificatie                             | 69'                                              |                                                  |
| 11                                               | 10 juni 2019                                     | Denemarken – Georgië                             | 5 – 1                                            | EK 2020 kwalificatie                             |                                                  |                                                  |
| 12                                               | 5 september 2019                                 | Zuid-Korea – Georgië                             | 2 – 2                                            | Vriendschappelijk                                |                                                  |                                                  |
| 13                                               | 15 november 2019                                 | Zwitserland – Georgië                            | 1 – 0                                            | EK 2020 kwalificatie                             |                                                  |                                                  |
| 14                                               | 19 november 2019                                 | Kroatië – Georgië                                | 2 – 1                                            | Vriendschappelijk                                | 19'                                              |                                                  |
| 15                                               | 12 november 2020                                 | Georgië – Noord-Macedonië                        | 0 – 1                                            | EK 2020 kwalificatie                             |                                                  |                                                  |
| 16                                               | 15 november 2020                                 | Georgië – Armenië                                | 1 – 2                                            | Nations League 2020/21                           |                                                  |                                                  |
| 17                                               | 18 november 2020                                 | Georgië – Estland                                | 0 – 0                                            | Nations League 2020/21                           |                                                  |                                                  |

Bijgewerkt op 7 juli 2025.

## Erelijst
| Erovnuli Liga    | 1 | 2013/14          |
| Sakartvelos tasi | 2 | 2013/14, 2014/15 |
| Supercup         | 1 | 2014/15          |